# 約翰·古特·干卡維斯
約翰·古特·干卡維斯（法語：Yohan Goutt Goncalves；1994年12月20日—）是一名法國裔東帝汶高山滑雪運動員，2013年開始參賽，他取得參賽資格代表東帝汶參加在俄羅斯索契舉行的2014年冬季奧林匹克運動會。他也成為首位取得冬季奧運參賽資格的東帝汶運動員。
古特·干卡維斯的父親為法國人，母親為東帝汶人，所以使它能夠到代表母親的母國出賽.。
2013年12月29日，在塞爾維亞舉行的一場比賽中約翰·古特·干卡維斯將總分降至140以下，正式取得2014年冬季奧林匹克運動會的參賽資格。
約翰·古特·干卡維斯決定放棄參加2017年世界高山滑雪錦標賽，來參加2017年亞洲冬季運動會，使他成為首位代表東帝汶參加該洲際賽事的運動員。

## 另見
- 2014年冬季奥林匹克运动会东帝汶代表团
- 2017年亞洲冬季運動會東帝汶代表團

## 外部連結
- 約翰·古特·干卡維斯在FIS (alpine)（英语）
- 約翰·古特·干卡維斯在Olympedia（英语）